# Блу-Спрингс (Алабама)
Блу-Спрингс (англ. Blue Springs) — город в округе Барбор, штат Алабама. Население по переписи 2020 года — 84 человека.

## География
По данным Бюро переписи США, общая площадь города равняется 7,5 км². По территории города протекает река Линдси-крик.

## История
История Блу-Спрингс началась в 1839 году с покупки земли Томасом Хаглером, который приобрёл надел у федерального правительства. В середине XIX века сельское хозяйство являлось градообразующей отраслью. Однако в 1890-х годах местные предприниматели увидели в регионе туристический потенциал: они начали освоение 68-градусных водных источников. В результате туризм стал основой местной экономики. В частности, в 1890-х годах семья Уигхэм вложила значительные средства и уже к 1900 году построила отель «Blue Springs». Гостиница предлагала номера и трёхразовое питание за один доллар. Некоторые туристы построили свои собственные дома рядом с источниками. В 1907 году была основана компания «Blue Springs».
В 1918 году сильное наводнение опустошило данный регион. В 1920 году город пострадал от мощного торнадо. В 1921 году в Блу-Спрингс открылась первая школа. Незадолго до начала Великой депрессии в деловом районе города было по крайней мере два универсальных магазина (один с бильярдной), кузница и гараж, кабинет врача, мельница и парикмахерская. В городе функционировали два хлопкоочистительных завода. В середине 1960-х годов основан государственный парк Блу-Спрингс, в котором расположена пара бассейнов. Подземный источник перекачивает в два бассейна примерно 3600 галлонов воды в час.

## Население
| Год переписи                    | Нас. |       | %±     |
| ------------------------------- | ---- | ----- | ------ |
| 1910                            | 117  |       | —      |
| 1920                            | 162  |       | 38,5%  |
| 1930                            | 164  |       | 1,2%   |
| 1940                            | 167  |       | 1,8%   |
| 1950                            | 111  |       | −33,5% |
| 1960                            | 94   |       | −15,3% |
| 1970                            | 137  |       | 45,7%  |
| 1980                            | 112  |       | −18,2% |
| 1990                            | 108  |       | −3,6%  |
| 2000                            | 121  |       | 12%    |
| 2010                            | 96   |       | −20,7% |
| 2020                            | 84   |       | −12,5% |
| 2022                            | 80   | [ 6 ] | −4,8%  |
| 1910–2022 U.S. Decennial Census |      |       |        |

По переписи населения 2020 года в городе проживало 84 жителя. Плотность населения — 11,2 чел. на один квадратный километр. Расовый состав населения: белые — 80,95 %, чёрные или афроамериканцы — 8,33 %, азиаты — 4,76 % и представители других рас — 5,96 %.

## Экономика
По данным переписи 2020 года, средний годичный доход домохозяйства составляет 48 393 долларов, что на 38,31 % выше среднего уровня по округу и на 7 % ниже среднего по штату. Доля населения, находящегося за чертой бедности, — 11,9 %.

## Памятник природы
В черте города частично расположен государственный парк Блу-Спрингс. Парк предлагает возможности для кемпинга, рыбалки и пикников, а также купания в двух бассейнах с родниковой водой.